# Emil Mehr

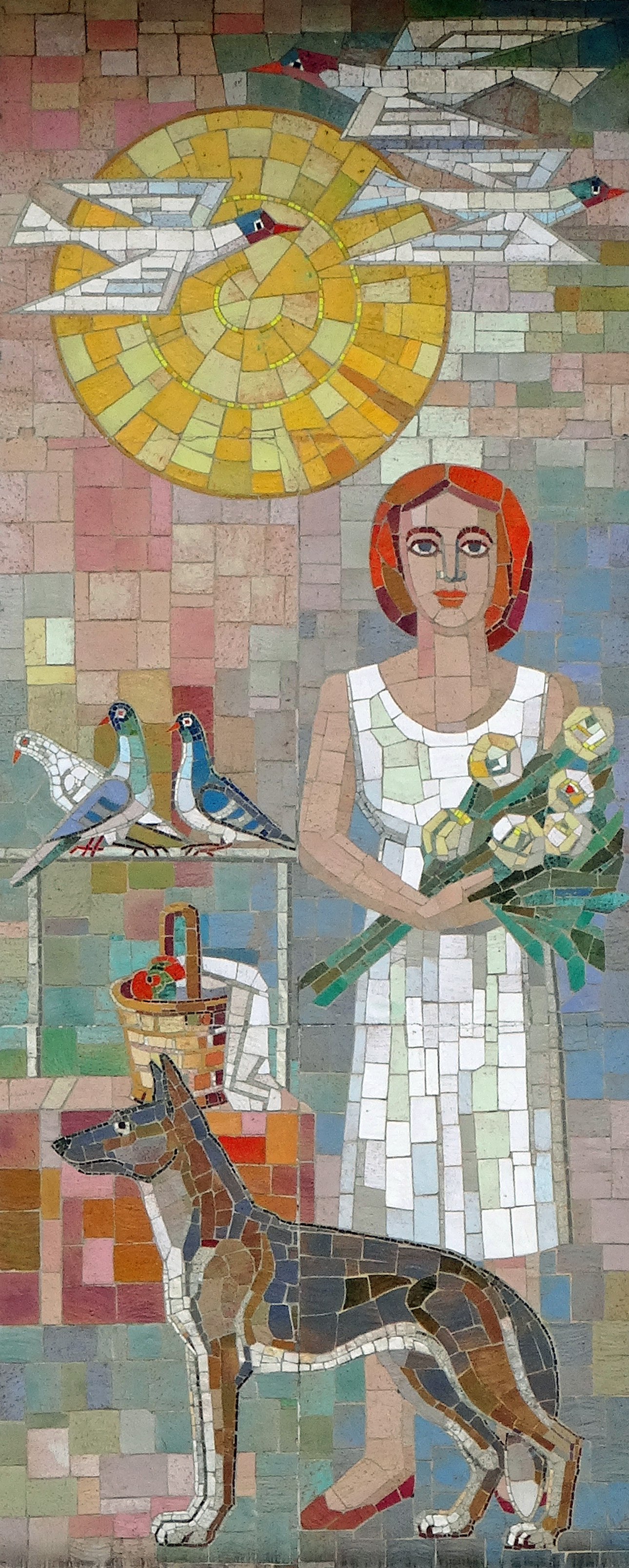
Keramik-Mosaik. Freundlicher Empfang. Von Emil Mehr. Hausfassade, Hauptstrasse in Kreuzlingen

Emil Josef Mehr (* 27. Oktober 1909 in Untermais; † 19. April 1988 in Mogelsberg; heimatberechtigt in Menznau) war ein Schweizer Maler, Zeichner, Mosaizist und Kunstpädagoge.

## Leben und Werk
Emil Mehr besuchte in Sirnach die Schulen und machte anschliessend im väterlichen Geschäft eine Lehre als Dekorationsmaler. An der Gewerbeschule in Wil SG wurde er vom Maler Karl Peterli gefördert.
Nach Abschluss der Lehre besuchte er die Kunstgewerbeschule Zürich und wurde u. a. von Karl Otto Hügin, Ernst Tobler und Jakob Gubler unterrichtet. 1932/1933 studierte Emil Mehr an der Académie Lhote bei André Lhote und Charles Blanc. Auch nahm er Privatunterricht bei Simon Lévy (1886–1973).
Dazwischen arbeitete Emil Mehr als Dekorationsmaler. Die gemeinsame Arbeit mit Karl Hügin förderte seine Kenntnisse in der Freskomalerei. Es folgten Studienreisen nach Italien, Frankreich und Österreich. 1940 wurde Mehr an die Kunstgewerbeschule Zürich berufen. 1951 heiratete er seine ehemalige Schülerin Hanna Mehr.
Mehr erhielt 1947, 1948 und 1949 ein Eidgenössisches Kunststipendium. Seine Werke stellte er u. a. im Kunsthaus Zürich, Helmhaus Zürich, Kunstmuseum Bern, in der Kunsthalle Bern und im Kunstmuseum Luzern aus.
Emil Mehr erkrankte 1983 an Knochenkrebs und verstarb im Beisein seiner Frau in seinem Haus in Mogelsberg.